# Каґоме каґоме
Каґоме каґоме (яп. かごめかごめ) — японська дитяча гра.
Один з гравців вибирається «демоном» (яп. оні), він заплющує очі і присідає. Решта гравців водять навколо нього хоровод і співають ігрову пісню. Коли пісня закінчується, «демон» називає ім'я того, хто стоїть за його спиною. Якщо «демон» вгадав, то названий гравець заміняє «демона».
Гра має різні інтерпретації залежно від регіону Японії. Деякі дослідники вважають, що текст пісні може містити приховані історичні або містичні значення. У сучасній культурі ця пісня використовується в аніме, манзі та відеоіграх, часто додаючи їм загадкової або моторошної атмосфери.